# 니시오카 다이시
니시오카 다이시(일본어: 西岡 大志, 1994년 7월 28일~)는 일본의 축구 선수이다.

## 구단 경력
그는 2017년 J3리그의 FC 류큐에 입단했다. 2018년 J3리그 우승으로 J2리그로 승격했다. 2020년 J2리그의 에히메 FC로 이적했다. 2021년후 J3리그에 강등했다. 2023년 J3리그의 테게바자로 미야자키로 이적했다. 2023년후 현역 은퇴.